# حقبة التوحد العظمى
حقبة التوحد العظمى (بالإنجليزية:Grand unification epoch)، في فيزياء الكونيات يعتقد أن الطبيعة يمكن وصفها بالنظرية الموحدة العظمى، حقبة التوحد العظمى هي الفترة التي تلت حقبة بلانك من تطور الكون المبكر، بدأت بعد ({\displaystyle 10^{-43}}) ثانية من الإنفجار العظيم، عندما كانت درجة حرارة الكون قريبة من درجة الحرارة المكافئة لتحقيق النظرية الموحدة العظمى، فإذا أخذنا طاقة التوحد بقيمة {\displaystyle 10^{15}GeV}، هذا سيتوافق مع حرارة مقدارها {\displaystyle 10^{27}K}، خلال هذه الحقبة ثلاثة قوى طبيعية من أصل أربعة كانت موحدة معاً، وهي: الكهرومغناطيسية، والنووية الضعيفة، والنووية القوية، تحت مسمى القوة "الكهرونووية"، بينما قوة الجاذبية إنفصلت عنهم في نهاية حقبة بلانك.
في حقبة التوحد العظمى بعض الصفات مثل الكتلة والشحنة والنكهة والشحنة اللونية، لا معنى لها.
إنتهت حقبة التوحد العظمى في الثانية ({\displaystyle 10^{-36}}) بعد الإنفجار العظيم، وعند هذه النقطة إنفصلت القوة النووية القوية عن القوى الأخرى ومن الممكن أن تكون هذه العملية قد أدت إلى كسر قانون حفظ العدد الباريوني مما أدى إلى زيادة صغيرة في المادة على حساب المادة المضادة، يعتقد أيضاً ان هذا هذا التحول الطوري قد أدى إلى إثارة عملية التضخم الكوني التي ستسيطر على تطور الكون في الحقبة التالية.

## اقرأ ايضاً
- نشأة الباريونات
- تسارع توسع الكون
- الانفجار العظيم